# Ratata
Ratata (Rantanplan) er en fiktiv hund fra tegneserien Lucky Luke. Ratata er en fængselsvagthund, som ofte sættes til at vogte over Dalton-brødrene eller hjælper Lucky Luke med at fange dem, når de undslipper fra fængslet. Han er imidlertid ude af stand til at fatte det eller ret meget andet og antager, at Joe Dalton, der hader ham som pesten, er hans elskede ejer. Foruden at være dum er Ratata ubegribeligt langsom og uheldig. Han kan end ikke svømme.
Lucky Lukes hest Jolly Jumper, der er et meget klogt dyr, foragter Ratata og betragter ham som en af moder naturs store fejltagelser.
Mange af Ratata-albummene har på bagsiden sloganet Ratata - dummere end sin egen skygge..., jævnfør sloganet Lucky Luke - han er hurtigere end sin egen skygge...
Ratata dukkede første gang op i historien På sporet af Dalton-brødrene (føljeton 1960, album 1962). Det franske navn Rantanplan er en parodi på Schæferhunden Rin Tin Tin, hvor Rantanplan er lige så dum som Rin Tin Tin er klog.
I fart og tempo i Sonja Rindoms oversættelse hedder hunden Ran Tan Plan.
Foruden at Ratata er hovedfigur i to Lucky Luke-album fik han sin egen serie. På fransk udkom 20 album, 13 af dem på dansk. Nr. 1-2 er udgivet af Interpresse, nr. 3-13 af Egmont Serieforlaget. Hovedtegner var Morris, hjulpet af Michel Janvier, Frederik Garcia og Vittorio Léonardo. Tekster af Jean Léturgie, Xavier Fauche, Vittorio Léonardo, Bob de Groot og Eric Adam.

## Album

### Album i serienLucky Luke
- Ratatas arv (andre titler: Ran Tan Plans arv, Penge til Ratata,  Ratata's arv)
- Ratatas ark

### Album i serienRatata
1. Maskotten
2. Den grumme
3. Ratata som gidsel
4. Ratata som klovn
5. Flugten fra Alcatraz
6. Ratata som flaskepost
7. Geni med begrænsninger
8. Ratata og Rosenmule
9. Ratata på farten
10. Udvalgte dumheder
11. Skønheden og udyret
12. Flere udvalgte dumheder
13. Ratatas jul